# Shūichi Seki
Shūichi Seki (jap. 関修一), geboren im Jahr 1946 und derzeit in Ōta (Tokio) lebend, ist ein japanischer Animator und Character Designer, welcher die Figuren in den Deutschland bekannten Kinder-TV-Serien Wickie und die starken Männer oder Tom Sawyers Abenteuer gestaltet und animiert hat.

## Laufbahn
Seine Anfänge als Animator und Designer begannen im Studio TCJ (später Eiken), unter anderem in der Mitwirkung am Anime, Ninpuu Kamui Gaiden im Jahr 1968. Nach der Umstrukturierung von TCJ, wechselte Seki im Jahr 1973 zu Nippon Animation, wo er unter anderem an den Serien des World Masterpiece Theater (kurz WMT) mitarbeitete. Weitere Studios waren bisher MK COMPANY, Production I.G, Studio 4 °C und AIC. Seit 2014 arbeitet er an Artbooks, in denen er neue Aquarelle oder Illustrationen in Ölfarben zu den verschiedenen WMT-Projekten ausstellt, an denen er mitgewirkt hat.

## Stil
Sein Stil orientiert sich aufgrund der literarischen Kinderbuchvorlagen zum World Masterpiece Theater, an junge Zielgruppen. Seki zeichnet dabei nicht nur im japanischen Stil, sondern verleiht er seinen Character Designs auch Züge westlicher Cartoons. Um möglichst detailgetreu und historisch authentisch, die Figuren zu gestalten, nutzte Seki, die Impressionen des Malers Norman Rockwell aus der Saturday Evening Post, oder Sears & Roebuck Kataloge aus dem Jahr 1902, um beispielsweise amerikanische Sitten, Charaktereigenschaften und Designs, der Figuren im Anime zu Tom Sawyer zu definieren.

## Hauptbeteiligung an Projekten
Aus Shūichi Seki - Character Design Wonderland:

### Animationsserien
- 1968: Ninpuu Kamui Gaiden
- 1971: Anderusen monogatari – Pixi im Wolkenkuckucksheim
- 1973: Yama Nezumi Rokkī Chakku – Rocky und seine Freunde
- 1974: Chiisana Baikingu Bikke – Wickie und die starken Männer
- 1974: Arupusu no Shōjo Haiji – Heidi
- 1975: Arabian Naito: Shindobatto no Bōken für Arabian Nights: Sindbad no Bōken – Sindbad
- 1976: Manga sekai mukashi banashi
- 1977: Ritoru Ruru to Chitchai Nakama
- 1978: Perīnu monogatari – Perrine
- 1980: Tomu Sōyā no Bōken – Tom Sawyers Abenteuer
- 1981: Kazoku Robinson Hyōryūki: Fushigi na Shima no Furōne – Familie Robinson
- 1981: Wanwan Sanjūshi – D’Artagnan und die 3 MuskeTiere
- 1981: Meiken Jorī – Belle und Sebastian
- 1982: Minami no Niji no Rūshī – Lucy in Australien
- 1983: Mīmu Iroiro Yume no Tabi - Gesucht, entdeckt, erfunden
- 1983: Kojika Monogatari – Alle meine Freunde
- 1984: Little El Cid no Bōken
- 1986: Ozu no Mahōtsukai – Im Land des Zauberers von Oz
- 1986: Uchūsen Sajitariusu – Die Sternenjäger
- 1986: Bosco Daibōken
- 1986: Butten Monogatari
- 1987: Hitomi no Naka no Shounen: Juugo Shounen Hyouryuuki
- 1987: Gurimu Meisaku Gekijō – Grimms Märchen
- 1988: Ganbare! Moudouken Serv
- 1990: Watashi no Ashinaga Ojisan – Das Geheimnis von Daddy Langbein
- 1991: Torappu Ikka Monogatari
- 1991: Ochame na Futago: Kurea Gakuin Monogatari – Hanni und Nanni
- 1991: Watashi to Watashi: Futari no Lotte
- 1992: Yousei Dick
- 1992: Daisougen no Chiisana Tenshi Busshubeibī
- 1992: Boku no Patrasche
- 1999: Shūkan Storyland
- 1999: Bābapapa sekai o mawaru – Barbapapa
- 2001: Fōchun Doggusu
- 2003: Asutoro Bōi: Tetsuwan Atomu
- 2004: Fantajikku Chirudoren
- 2004: Burakku Jakku – Black Jack
- 2005: Doraemon
- 2005: Kōkyōshihen Eureka Sebun – Eureka Seven
- 2006: Wanwan Serepū Soreyuke Testsunoshin
- 2006: Roketto Gāru
- 2007: REIDEEN
- 2008: RD Sennō Chōsashitsu
- 2009: Rupan Sansei Vāsasu Meitantei Konan
- 2010: Lupin III – The Last Job
- 2010: Sengoku Basara
- 2011: Shin Megami Tensei: Persona 4 – Persona 4: The Animation
- 2012: Amagami SS+ plus

### Animationsfilme
- 1993: MOTHER 最後の少女イブ
- 1995: 2112 Nen Doraemon Tanjō
- 1996: MEMORIES
- 1997: Elmer no Bouken
- 2009: Eiga Doraemon Shin Nobita No Uchu Kaitakushi
- 2010: Konchū Monogatari: Mitsubachi Hatchi: Yūki no Merodī
- 2013: PERSONA3 THE MOVIE#1 Spring of Birth
- 2014: PERSONA3 THE MOVIE#2 Midsummer Knight’s Dream

## Veröffentlichungen
- 2014: The World of Shuichi Seki – Character Design Wonderland, ISBN 978-4-487-80838-0.
- 2019: The Adventures of Tom Sawyer – Character Design Wonderland, ISBN 978-4-487-81275-2.
- 2019: The Story of Perrine – Character Design Wonderland, ISBN 978-4-487-81274-5.
- 2019: Little Viking Vicky – Character Design Wonderland, ISBN 978-4-487-81276-9